# HMS Defender (D114)
Pour les autres navires du même nom, voir HMS Defender.
Le HMS Defender (pennant number : D114) était un destroyer de classe Daring de la Royal Navy britannique. Construit sous le numéro de chantier 609 par Alexander Stephen and Sons, et initialement destiné à être nommé Dogstar, il a été lancé le 27 juillet 1950. Après une carrière qui l’a vu impliqué dans la guerre de Corée et les conflits en Malaisie, à Chypre, à Suez et Aden, il a été inscrit sur la liste pour élimination en 1969, et a été utilisé comme navire cible dans le Firth of Forth. Il a été vendu pour démolition en 1972 à James A. White & Co Ltd, à Inverkeithing, Fife.

## Conception
La classe Daring était une évolution des destroyers de classe Battle, plus grands et avec un armement plus lourd, organisé autour de trois tourelles jumelées. Seize navires de classe Daring ont été commandés provisoirement le 20 juillet 1944, dans le cadre du programme 1944 de constructions de guerre mais seuls huit ont vu leur commande confirmée, le 29 mars 1945. Les huit autres ont été annulés, devenus inutiles en raison de la fin de la Seconde Guerre mondiale. Leur taille et leurs capacités ont rendu les navires capables d’effectuer des tâches auparavant réservées aux croiseurs légers, et comme la classification en destroyers a été initialement considérée comme inappropriée, ils ont été appelés « croiseurs de classe Daring » pour la première partie de leur carrière.
Dans leur conception, les navires de la classe Daring avaient un déplacement standard de 2 950 tonnes, et un déplacement de 3 580 tonnes à pleine charge. Leur longueur hors-tout était de 120 m et de 112 m entre perpendiculaires, avec une largeur de 13 m et un tirant d'eau maximal de 5,2 m. La propulsion se composait de deux chaudières au mazout (fournies par Foster Wheeler) reliées à des turbines English Electric à double réducteur Parsons, qui fournissaient 54 000 ch (40 000 kW) aux deux arbres d'hélice du navire. La vitesse maximale était de 30,5 nœuds (56,5 km/h), avec un rayon d'action de 1 700 milles marins (3 100 km), tandis que la vitesse de croisière de 20 nœuds (37 km/h) permettait au navire de parcourir 4 400 milles marins (8 100 km).
L’armement principal d’un destroyer de classe Daring se composait de six canons de marine de 4,5 pouces QF Mark V, disposés en trois tourelles jumelées, deux situées à l’avant, et la troisième à l’arrière. Pour la lutte antiaérienne, les navires étaient équipés de quatre à six canons Bofors 40 mm, ce qui constituait une réduction par rapport aux huit qui étaient prévus en temps de guerre. Les canons principaux et antiaériens étaient contrôlés par radar. Deux ensembles de 5 tubes lance-torpilles de 21 pouces (533 mm) ont été installés, ainsi qu’un mortier anti-sous-marins Squid.

## Engagements
En 1953, le Defender a participé à la Fleet Review pour célébrer le couronnement de la reine Élisabeth II. Il a servi en Extrême-Orient en 1953 et 1954, et a opéré avec l'United States Navy dans les eaux japonaises en octobre 1953, prenant part à la guerre de Corée.
En 1954, il a localisé l’épave du cuirassé Prince of Wales à la position 3° 33,6′ N, 104° 28,7′ E. Prenant part à la crise de Malaisie, le Defender a effectué un bombardement côtier sur la côte de Johor, à la suite duquel il a remonté la rivière Johor sur 9 miles (14 km) rappelant à tous les observateurs hostiles la présence de la Royal Navy. Entre 1955 et 1958, il participe à des opérations contre l’organisation terroriste EOKA à Chypre.
Le 19 juillet 1956, il amena le roi d'Irak Fayçal II de l’autre côté de la Manche à Douvres pour une visite d’État de trois jours au Royaume-Uni. Plus tard la même année, il servit d’escorte au yacht royal Britannia jusqu’à Stockholm et Copenhague et tout autour de la mer Baltique. Le navire a été réaffecté en mer Méditerranée et il s’est dirigé vers Suez, où il a pris part aux hostilités. En 1958, il a effectué son premier carénage, perdant dans cette refonte ses tubes lance-torpilles arrière. En juillet 1959, il était de retour en Méditerranée. Un de ses matelots, le able seaman James Simpson, est enterré au cimetière marin de Il-Kalkara à Malte.
De 1963 à 1965, le Defender a été réaménagé pour la deuxième et dernière fois, perdant ses tubes lance-torpilles avant et gagnant un radar de conduite de tir Type 903. En 1966, il a été déployé à Saint-Vincent dans les Caraïbes par mesure de précaution pendant une période de troubles politiques. L’année suivante, il était à nouveau à l’est de Suez, fournissant une couverture anti-sous-marine pour le retrait de la force opérationnelle d’Aden, puis il resta en Extrême-Orient jusqu’en 1969.

## Déclassement et élimination
En 1969, le Defender a été désarmé et a été inscrit sur la liste pour élimination. Il a passé ses derniers jours dans le Firth of Forth en tant que navire cible avant d’être vendu pour démolition en 1972.